# Wanja Stambołowa
Wanja Stambołowa (bułg. Ваня Стамболова; ur. 28 listopada 1983 w Warnie) – bułgarska lekkoatletka, specjalizująca się w biegach na 400 m oraz 400 m przez płotki.
Pierwsze kroki na arenie międzynarodowej stawiała w 1999 roku podczas mistrzostw świata juniorów młodszych. Została halową wicemistrzynią świata oraz złotą medalistką mistrzostw Europy w biegu na 400 metrów (2006). W 2007 roku została zdyskwalifikowana na okres dwóch lat za stosowanie nielegalnego dopingu. Po powrocie do sportu zdobyła w 2009 złoto uniwersjady, a w 2010 brąz halowych mistrzostw świata i srebro mistrzostw Europy w biegu na 400 m przez płotki. Wielokrotnie mistrzyni i rekordzistka Bułgarii.

## Osiągnięcia
| Rok  | Impreza                               | Miejsce      | Lokata     | Konkurencja                | Wynik   |
| ---- | ------------------------------------- | ------------ | ---------- | -------------------------- | ------- |
| 1999 | Mistrzostwa świata juniorów młodszych | Bydgoszcz    | eliminacje | bieg na 400 m ppł          | 64,56   |
| 2005 | Mistrzostwa świata                    | Helsinki     | eliminacje | bieg na 400 m ppł          | 58,99   |
| 2006 | Halowe mistrzostwa świata             | Moskwa       | 2. miejsce | bieg na 400 m              | 50,21   |
| 2006 | Mistrzostwa Europy                    | Göteborg     | 1. miejsce | bieg na 400 m              | 49,85   |
| 2006 | Światowy finał lekkoatletyczny IAAF   | Stuttgart    | 8. miejsce | bieg na 400 m              | 51,48   |
| 2006 | Puchar świata                         | Ateny        | 2. miejsce | bieg na 400 m              | 50,09   |
| 2009 | Mistrzostwa świata wojska             | Sofia        | 1. miejsce | bieg na 400 m ppł          | 55,30   |
| 2009 | Mistrzostwa świata wojska             | Sofia        | 2. miejsce | bieg na 400 m              | 51,47   |
| 2009 | Uniwersjada                           | Belgrad      | 1. miejsce | bieg na 400 m ppł          | 55,14   |
| 2009 | Mistrzostwa świata                    | Berlin       | półfinał   | bieg na 400 m ppł          | 56,12   |
| 2010 | Halowe mistrzostwa świata             | Doha         | 3. miejsce | bieg na 400 m              | 51,50   |
| 2010 | Mistrzostwa Europy                    | Barcelona    | 2. miejsce | bieg na 400 m ppł          | 53,82   |
| 2010 | Puchar interkontynentalny             | Split        | 3. miejsce | bieg na 400 m ppł          | 54,89   |
| 2011 | Halowe mistrzostwa Europy             | Paryż        | 4. miejsce | bieg na 400 m              | 52,58   |
| 2011 | II liga drużynowych mistrzostw Europy | Nowy Sad     | 1. miejsce | bieg na 400 m              | 50,98   |
| 2011 | II liga drużynowych mistrzostw Europy | Nowy Sad     | 1. miejsce | bieg na 400 m przez płotki | 53,70   |
| 2011 | II liga drużynowych mistrzostw Europy | Nowy Sad     | 1. miejsce | sztafeta 4 x 400 m         | 3:37,10 |
| 2011 | Mistrzostwa krajów bałkańskich        | Sliwen       | 1. miejsce | bieg na 400 m przez płotki | 54,23   |
| 2011 | Mistrzostwa świata                    | Taegu        | 6. miejsce | bieg na 400 m przez płotki | 54,23   |
| 2012 | Halowe mistrzostwa krajów bałkańskich | Stambuł      | 1. miejsce | bieg na 400 m              | 52,36   |
| 2012 | Halowe mistrzostwa świata             | Stambuł      | 4. miejsce | bieg na 400 m              | 51,99   |
| 2012 | Igrzyska olimpijskie                  | Londyn       | -          | bieg na 400 m przez płotki | DNF     |
| 2013 | Mistrzostwa krajów bałkańskich        | Stara Zagora | 3. miejsce | bieg na 400 m              | 53,70   |
| 2013 | Mistrzostwa krajów bałkańskich        | Stara Zagora | 1. miejsce | bieg na 400 m przez płotki | 56,21   |
| 2013 | Mistrzostwa krajów bałkańskich        | Stara Zagora | 4. miejsce | sztafeta 4 x 400 m         | 3:40,73 |
| 2013 | Mistrzostwa świata                    | Moskwa       | półfinał   | bieg na 400 m przez płotki | DSQ     |
| 2014 | Mistrzostwa Europy                    | Zurych       | 6. miejsce | bieg na 800 m              | 2:00,91 |
| 2015 | II liga drużynowych mistrzostw Europy | Stara Zagora | 2. miejsce | bieg na 400 m przez płotki | 58,56   |
| 2015 | Światowe wojskowe igrzyska sportowe   | Mungyeong    | 3. miejsce | bieg na 400 m przez płotki | 57,45   |

## Rekordy życiowe
- bieg na 400 m – 49,53 – 27 sierpnia 2006, Rieti (rekord Bułgarii)
- bieg na 400 m przez płotki – 53,68 – 5 czerwca 2011, Rabat (rekord Bułgarii)
- bieg na 300 m (hala) – 36,81 – 14 lutego 2012, Liévin (rekord Bułgarii)
- bieg na 400 m (hala) – 50,21 – 12 marca 2006, Moskwa (rekord Bułgarii)

Stambołowa, razem z koleżankami jest także halową rekordzistką kraju w sztafecie 4 x 400 metrów (3:32,03 w 2006).